# Mohammad Ghorbani (ur. 1987)
Mohammad Ghorbani (pers.محمد قربانی; ur. 28 lipca 1987) – irański zapaśnik w stylu klasycznym. Zajął 24 miejsce na mistrzostwach świata w 2010. Złoty medalista mistrzostw Azji w 2010 i brązowy mistrzostw Azji w 2012. Trzeci w Pucharze Świata w 2008 i jedenasty w 2011 roku.